# Артропластика
Артропластика (грч. árthron — зглоб и plastike — пластика) је методе у ортопедској хирургији којом се морфолошки и функционално мењају, замењују или ремоделују заједничке површине зглоба применом ендопротеза  или инплантаната од вештачких материјала, обично метала и другог материјала отпорног на замор, са високом корозивном отпорношћу. Зглобне површине морају бити свеже обложене материјалом са малим коефицијентом трења и малом брзином хабања.
Артропластика данас представља значајан напредак у лечењу болних и нефункционалних зглобова, и може се извести на било ком зглобу тела, укључујући кук, колена, зглобове стопала, рамена, лаката и прстију. Да се рани хируршки третман артропластоком примењује све више због огромних функционалне предности за пацијенте, смањење болова, али и здравствене уштеде, показују подаци да у свету број артропласика на годишњем нивоу стално расте. Па су тако само у Сједињеним Америчким Државама у 2004. години, извршене замене зглоба кука код 234.000 болесника, а замене зглоба колена код 478.000.

## Историја
Одређена обољења зглобова, међу којима је начешћи дегенеративни реуматизам, могу довести до поремећаја функције зглобова што се у болесника манифестује болом, нестабилношћу и ограничењем покрета са отежаним ходом, седењем, радом, понекад до непокретности. Да би људски локомоторни систем нормално функционисао неопходно је да буду испуњена три услова: безболност, стабилност и пун обим покрета.
Деценијама је излаз у лечењу дегенеративног реуматизма „тражен“ у артродези, односно оперативном укочењу зглоба, што је омогћавало безболност и стабилност али без функционалних покрета. Последње две деценије 20 и 21. века дошло је до развоја и масовније примене артропластике, односно оперативног уграђивања вештачког зглоба (ендопротезе) чиме је поред безболности и стабилности добијена и покретљивост у зглобу. Прве деценије 21. века дошло до великог напретка ове врсте хирургије и у свету и Србији увођењем у хируршку праксу нових оперативних техника, и материјала за израду ендопротеза.

## Индикације
Најважније индикације за артропластику су:
- Остеоартроза (остеоартритис).[7]
- Реуматоидни артритис.[8][9]
- Остеоартритис или запаљењско-дегенеративна обољења зглоба.[8][9]
- Аваскуларна некроза или остеонекроза зглоба
- Дисплазија или ацетабуларна дисплазија
- Урођене дислокације (нпр урођено ишчашење кука)
- Деформитети зглобова изазвани траумом
- Злоћудни процеси са сеформитетима у зглобовима
- Укрућено раме
- Нестабилно раме
- Укоченост (анакилоза) зглоба.

## Метода
Артропластике подразумијевају хируршко одстрањење зглобних површина и њихову замену ендопротезама. Ендопротезе или вештачки зглобови се према методи фиксације деле на:
бесцементне, које се фксирају урастањем околне кости на површину или у порозну структуру ендопротезе,
цементне код који се користи коштани цемент за фксацију ендопротезе за кост.
Артропластиком се у суштини врши замене делова или целог болесног зглоба новим вештачким зглобом односно зглобном протезом (ендопротезом) која замењује болесни зглоб у структурном и у функцијским погледу.

### Врсте ендопротеза према начину фиксације
Ендопротезе или вештачки зглобови се према методи фиксације деле на:
Бесцементне — које се фксирају урастањем околне кости на површину или у порозну структуру ендопротезе.
Цементне — код којих се користи коштани цемент за фиксацију ендопротезе за кост.

### Артропластика према начину уградње ендопротеза
Артропластика према начину уградње ендопротеза може бити: тотална (ТЕП), парцијална (ПЕП), ресекционе и друге:
Тотална (потпуна) артропластика
Метода је којом се одстрањују све зглобне површине. Она је златни стандард с којим се сви други захвати упоређују. Потпуна артропластика је најзахвалнији захват за смањење болова. У недостатку компликација најчешћи минимални век трајања уграђене ендопротезе је 10 до 15 година, а за одређене зглобове и много више (јер већина савремених ендопротеза има трајаје од барем 90% у првих десет година).
Парцијална (делимична) артропластика
Као метода, има теоретску педност јер чува здраве делове зглоба, поготово кости, остављајући тако повољне услове за евентуалне ревизијске захвате и конверзију у потпуну артропластику. У току ове методе мења се само један заједнички део површине кости протезом, металом или од силиконском гумом. Првенствено се примењује у зглобу кука који се мења заједничком протезом (заједничке површине замењују уклањане делове кости).
Ресекциона (ексцизиона) артропластика
Састоје од одстрањења зглобних површина без накнадне реконструкције. Током ове методе уклањају се танки делови кости који су укључени у заједничку зглобну шупљину и смештени у везивно ткиво, мишиће, и друге структуре, чиме се обезбеђује одређени ниво мобилности, али не и стабилност.
Данас се јако ретко примењује, и није никада први избор у лечењу остоартроза великих зглобова. Имају своје месту у лечењу остоартроза у метатарзо-фалангеалнаим артропластикамана на руци и стопалу, и то такође врло ретко, а у посебним случајевима, на куку и рамену, кад се мења само један део зглоба.
Друге методе артропластике
У току других метода артропластике врши се замени само површине зглобне уз максимално очување костију.

### Артропластике према броју оперисаних зглобова
Зависно од тога да ли је оболео један два или више зглобова може се оперисати један зглоб али је могуће урадити операцију једнострано или чак и обострановише зглобова истовремено (нпр код артропластике колена).

## Терминологија у артропластици[17]
| Назив методе                             | Опис методе |
| ---------------------------------------- | --- |
| Тотална артропластика кука.              | Замена главе бутне кости и ацетабулума |
| Хемиартропластика кука                   | Замена само главе бутне кости |
| Биполарна хемиартропластика              | Специфичан облик хемиартропластике у којој се феморална протеза користи са артикулацијом ацетабуларне компоненте; ацетабуларна хрскавица се не замењује; принцип ове процедуре је смањење хабања трењем између главе протезе и хркавице ацетабулума |
| Тотална артропластика колена.            | Замена зглобних површина феморалних кондила, тибијалног платоа и патела; предњи укрштени лигамент је ексцидиран, али задњи кружни лигамент може бити сачуван.                                                                                       |
| Уникомпартментална артхропластика колена | Замена само медијалног или само латералног тибиофеморалног простора колена. |
| Цементна зглобна артропластика           | Поступак у којем се користи коштани цемент или полиметилметакрилат (ПММА) за фиксирање протезе на задатом месту у зглобу. |
| Безцемента артропластика                 | Поступак који не укључује коштани цемент за поправку протезе на месту; анатомски или штапић који се уклапа са растом кости на површину протезе и доводи до стабилне фиксације. Ова процедура се заснива на моделу лечења прелома.                   |
| Примарна зглобна артхропластика          | Је прва операција замене зглоба код пацијента |
| Ревизиона артропластика                  | Пацијентова друга или посљедња операција; обично се обавља код нестабилног, лабавог или болно замењеног зглоба |

## Ризици, компликације, недостаци
Болесници након артропластике нпр колена или кука могу сутрадан да устану из кревета и да се потпуно ослоне на обе ноге, а након 6-8 недеља од операције могу да ходају без штака. Међутим након спроведене артропластике постоје и одређени ризици, компликације, недостаци.
Могући ризици и компликације
- анестезиолошке  (алергија на анестетике, губитак крви).
- тромбофлебитис,
- инфекција,
- дислокација, прелом, попуштање зглоба,

Недостаци артропластике
- Разлика у дужини уда.
- Привремено коришћење помагала
- Едукација и обука пацијената
- Попуштање протезе — након одређеног броја година може доћи до попуштања протезе и оштећења суседних костију. Према статистичким подацима са ВМА у Београду и из Других светских центара нпр. око 95% ендопротеза колена траје 10 и више година[21]. Без обзира на новије дизајне и добре краткорочне резултате, поготово у контроли болова, и даље се ревидира и до 10% ендопротеза глежња, што је много већи број него код других локализација (1,37). Млађи, тежи и активнији болесници имају и лошије резутате уз брже разлабављење ендопротезе глежња.[20]

## Припремне радње
Пре операције (артропластике) потребна је са болесником спровести преоперативну физикалну терапију, одредити функционалност зглоба и извршити одговарајућу медикаментозна припрему за интервенцију.